# 안드리스 베르진슈 (라트비아의 대통령)
안드리스 베르진슈(라트비아어: Andris Bērziņš, 1944년 12월 10일 ~ )는 라트비아의 8대 대통령으로, 2011년부터 2015년까지 대통령직에 재임했었다.

## 일생
안드리스 베르진슈는 1944년 12월 10일 당시 소비에트 연방의 지배를 받던 라트비아의 니타우레에서 태어났다. 1958년 그는 초등학교를 졸업하고 1962년까지 시굴다에 있는 중학교에 다녔다. 그 후 그는 리가 기술대학교를 졸업하였고, 후에는 일렉트론스 공장의 라디오 엔지니어가 되었다. 1988년 그는 라트비아의 주지사로 일했으며 라트비아 대학교를 졸업하였다.
1989년 베르진슈는 발미에라 지구 협의회 의장으로 선출되었다. 1990년 그는 발미에라 지구 협의회의 최고의장으로 선출되었다. 1990년 5월 4일, 그는 라트비아 독립 선언서를 복원하는 데 찬성하게 되었다.
1993년 그는 라트비아 은행에서 일하게 되며 SEB 유니방카의 행장으로 선출되었다. 2005년 그는 녹색농경연합 의원으로서 최초의 리가 시장 선거에 나갔지만 낙선되었다. 그러나 제8대 라트비아 대통령 선거에서 승리하면서, 2011년 7월 8일부터 2015년 7월 8일까지 라트비아의 대통령으로 역임했었다.
| 전임 발디스 자틀레르스 | 제8대 라트비아의 대통령 2011년 ~ 2015년 | 후임 라이몬츠 베요니스 |